# Sint-Gertrudiskerk (Ternat)
De gotische parochiekerk Sint-Gertrudis van Ternat in de Belgische provincie Vlaams-Brabant, was oorspronkelijk omringd door een kerkhof. Jules Jacques Van Ysendyck renoveerde de kerk uit de 15de eeuw. Aan bomenrij van de Dreef, die het waterslot van Kruikenburg met de Sint-Gertrudiskerk verbindt, is de kerktoren al van ver zichtbaar. De kerk is gewijd aan de heilige Gertrudis van Nijvel.

## Geschiedenis
Bisschop Odo van Kamerijk (Cambrai) spreekt voor het eerst over ‘Nath’ in 1112. Hij noemt het een annex van Wambeek. Het is wachten tot 1243 eer een geschrift opduikt waarin sprake is van ‘Nath’, maar deze maal als een volwaardige parochie, een Onze-Lieve-Vrouwparochie.
Vanaf het jaar 1500 wijzigt de naam naar Sint-Gertrudis, gewijd naar de heilige Gertrudis van Nijvel.
De kerk, die eerst niet meer dan een kapel was, werd regelmatig vergroot. Na een uitbreiding in 1594 valt de bliksem op de kerk waardoor het vele honderden jaren duurt vooraleer de kerk terug in haar oude glorie wordt hersteld.
Tijdens de Franse Revolutie wordt de kerk gesloten om de kunstschatten te kunnen bewaren doch verdwenen er voorgoed.
Met Pastoor Lascabanne, op het einde van de 19de eeuw, werd een groots restauratieproject opgezet. Jules Jacques Van Ysendyck was de architect.  Na deze renovatie wordt de kerk omgeven door een balustrade.

## Architectuur
De kerk is opgetrokken in zandsteen en sluit daarmee aan bij de Brabantse gotiek uit de 15de en 16de eeuw. De westtoren is 50 meter hoog en 6,5 meter breed. Hij wordt bekroond met een ingesnoerde spits die sinds de restauratie in 1896 omgeven is door een balustrade.
In het torentje aan de zuidkant bevindt zich de draaitrap die toegang geeft tot de toren en de klokkenkamer. Het torentje draagt een kruik, verwijzend naar de heerlijkheid Kruikenburg.
Er zijn talrijke glasramen, in verschillende stijlen. De oudste dateert uit 1896. In de zijbeuken worden in 1973 nieuwe moderne glasramen geplaatst.
In de kerk bevindt zich boven het altaar een houten beeld van Sint-Gertrudis. Het jaartal 1627, boven de zuidoostelijke zuil van het middenschip, verwijst naar de overkluizing en de voltooiing van koor, schip en de zuidelijke transeptarm.  Tegen de kerkgevel zijn oude grafplaten opgehangen die vermoedelijk afkomstig zijn uit de kerk. Aan de zuidgevel zijn een vijftal blauwhardstenen graftekens bewaard waaronder twee tombes met een ijzeren omheining.

## Interieur
De kruisweg in de zijbeuken is een kopie van de kruisweg van Jan Van Eyck uit de Kapellekerk te Brussel en werd geschilderd door een zekere Lambrechts. In de rechterzijbeuk staan twee biechtstoelen, één is gemaakt door Pierre Peeters in 1898 en de andere door Albert De Geyndt uit Ternat in 1944. In dezelfde zijbeuk stelt een groot schilderij (3m15 x 2m07) Bisschop Amandus voor die de kloostersluier op het hoofd van de geknielde Gertrudis legt. De schilder is onbekend, het oudste jaartal op het schilderij is 163X, met een restauratie in 1757. Boven het altaar van de Heilige Gertrudis staat het beeld van deze heilige, het vertoont Mechelse merken en is gemaakt door Thomas Hazart eind 16de eeuw. Het is een houten beeld bezet met gepolychromeerde plamuur die verbonden worden door de met beuken omzoomde Dreef.

## Heden
100 jaar na de laatste renovatie ondergaat de kerk opnieuw een restauratie o.l.v. architect De Backer.

## Kerkhof
Het kerkhof rond de kerk werd volledig geruimd en omgevormd tot een groene zone.  Het kerkhof werd daarna ingericht aan de Brusselstraat (wijk Cantillon), 1740 Ternat.

## Monumentenstatus

### Beschermd monument
De kerk is sinds 25 maart 1938 aangewezen als beschermd monument parochiekerk Sint-Gertrudis.

### Erfgoed in België
De parochiekerk Sint-Gertrudis heeft sinds 5 oktober 2009 als bouwkundig erfgoed.